# Norvégia földrajzi régiói
Norvégiát hagyományosan öt földrajzi régióra (norvégul landsdeler), szokás bontani, részben földrajzi, kisebb részben nyelvjárási alapon.
A felosztás jórészt egybeesik a norvég megyék (fylka) határaival. Közigazgatási szempontból a régióknak nincs szerepe (a megyéknek azonban van).

Trøndelag helyett gyakran a Midt-Norge vagy Midt-Noreg nevet használják, de Midt-Norge Møre og Romsdal megye azon részeit is magába foglalja, amelyek a nidarosi püspökséghez tartoznak. Rogalandot, vagy egyes részeit néha Sørlandet régióhoz sorolják a Vestlandet helyett.
A Spitzbergák nem megye és általában nem sorolják Észak-Norvégia régióhoz. Ezeknek a szigeteknek a kormányzója a norvég igazságügyi miniszter alá tartozik, a megyék kormányzói viszont a közigazgatási miniszter alá. Jan Mayen szigetének közigazgatási ügyei 1995 óta Nordland megye kormányzójához tartoznak.
Nem szerepel ebben a felosztásban a dél-atlanti-óceáni Bouvet-sziget (Bouvetøya), az antarktiszi I. Péter-sziget (Peter 1.s øy) és Maud királynő föld (Dronning Maud Land) – ezek norvég függőségek.

## Kapcsolódó szócikk
- Norvégia hagyományos régiói